# Vila Nova (Aquiraz)
Vila Nova é um povoado do município brasileiro de Aquiraz, no litoral leste, faz limite com a cidade de  Pindoretama e seus distritos na Região Metropolitana de Fortaleza, no estado do Ceará. Pertence ao distrito de Caponga da Bernarda e de acordo com o Instituto Brasileiro de Geografia e Estatística (IBGE), sua população no ano de 2010 era de 350 habitantes, sendo 183 mulheres e 167 homens, possuindo um total de 89 domicílios particulares.

## Toponímia
Vila Nova
Por oposição a Vila Velha, do latim vulgar villa vetera, 'quinta velha'. É topónimo muito comum, especialmente em formas compostas, de que damos alguns exemplos. O último elemento de Vila Nova de Anços é de origem obscura, mas poderá estar relacionado com o latim vulgar ancus, 'recanto'. Vila Nova da Baronia é assim chamada por ter pertencido à casa do barão de Alvito, e Vila Nova da Rainha devido à decisão de D. Leonor Teles, viúva do rei D. Fernando, de a incorporar na Casa da Rainha. Vila Nova de Cerveira evoca a antiga Villa Cervaria, 'a quinta dos veados'. Vila Nova de Milfontes evoca a abundância de água. Vila Nova da Telha recorda uma indústria local que teve grande importância nos séculos passados.